# Фару (аэропорт)
Международный аэропорт Фа́ру (порт. Aeroporto Internacional de Faro), (ИАТА: FAO, ИКАО: LPFR) — гражданский аэропорт, расположенный в 6,5 километрах к западу от города Фару (провинция Алгарве, Португалия).
Является вторым после Международного аэропорта Лиссабон аэропортом страны по объёму международного пассажирского потока и шестым в Португалии по общему количеству обслуживаемых пассажиров.

## Общие сведения
Международный аэропорт Фару находится в собственности государственной управляющей компании ANA Aeroportos de Portugal, функционирует с 11 июня 1965 года и эксплуатирует одну взлётно-посадочную полосу длиной 2610 метров с асфальтовым покрытием.
В связи с постоянным ростом объёма пассажирских перевозок (5,6 миллионов человек за 2008 год), аэропорт был существенно модернизирован и расширен, главным образом благодаря увеличению количества представительства бюджетных авиаперевозчиков. В ходе реконструкции инфраструктуры аэропорт получил возможность обслуживать самолёты класса Boeing 747—400.

## Авиакомпании и пункты назначения

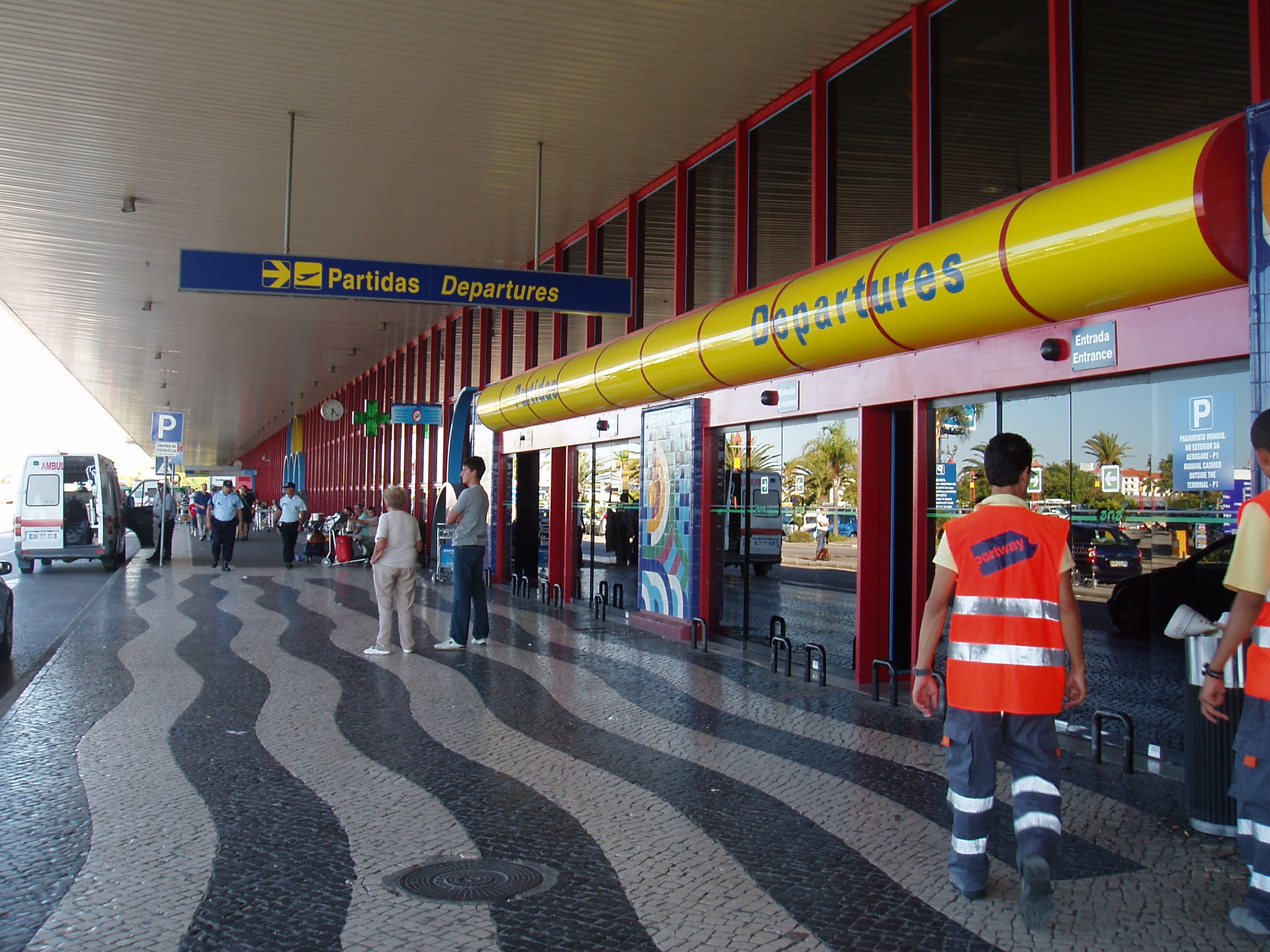
Терминал отправления Международного аэропорта Фару

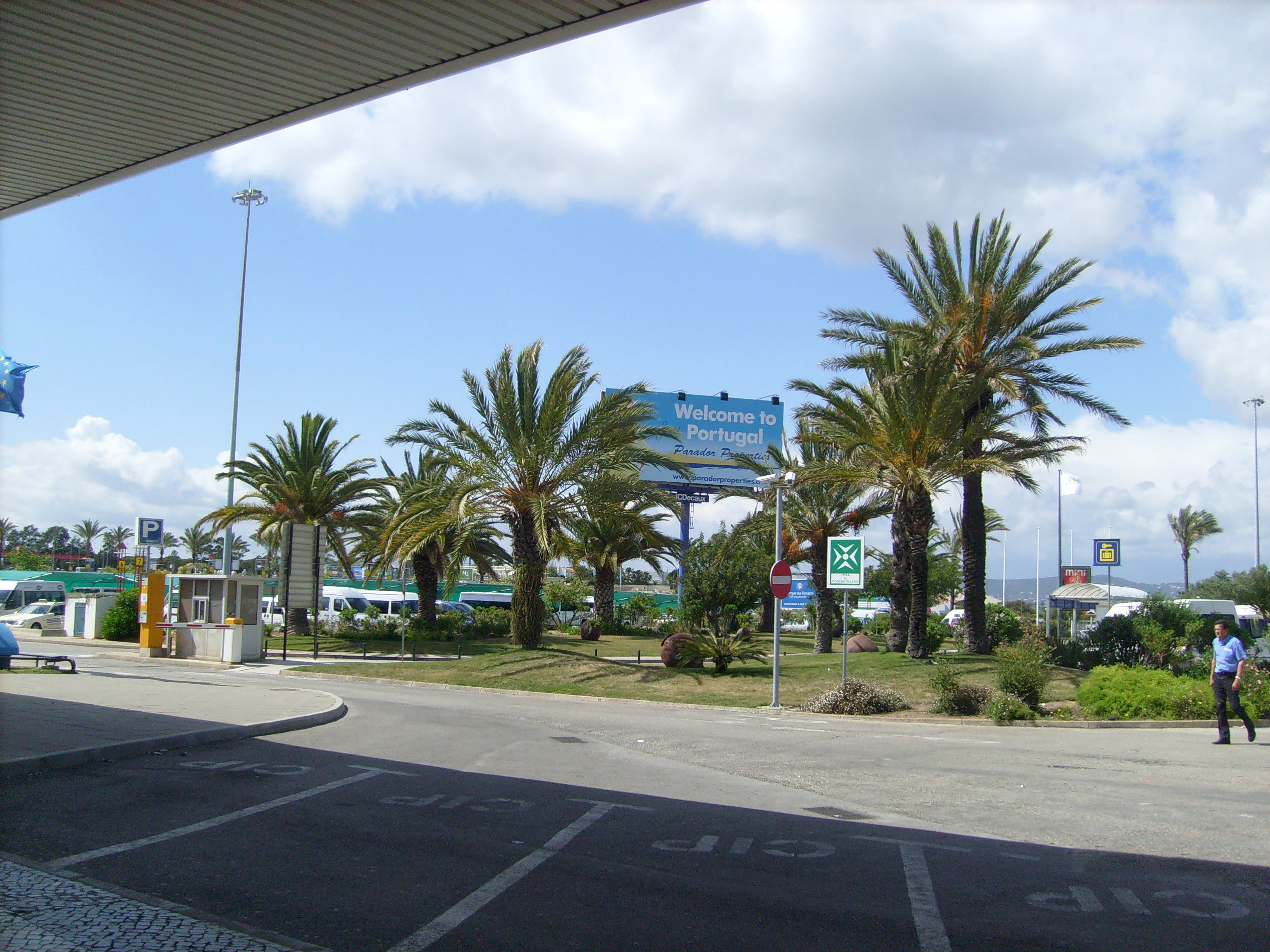
Площадь перед залом прибытия аэропорта

## Авиапроисшествия и несчастные случаи
21 декабря 1992 года потерпел катастрофу рейс 495 Амстердам-Фару авиакомпании Martinair Holland NV, Douglas DC-10-30CF (регистрационный номер PH-MBN). При второй попытке посадки в Международном аэропорту Фару в условиях сильного ветра самолёт задел крылом взлётно-посадочную полосу и сошёл с ВПП, что привело к взрыву топливного бака. Погибло 54 пассажира и 2 члена экипажа из 340 человек, находившихся на борту. Основными причинами катастрофы послужили плохие погодные условия (боковой ветер) и ошибка экипажа, допустившего слишком большую скорость снижения самолёта.